# Dorstenia caimitensis
Dorstenia caimitensis är en mullbärsväxtart som beskrevs av Ignatz Urban. Dorstenia caimitensis ingår i släktet Dorstenia och familjen mullbärsväxter. Inga underarter finns listade i Catalogue of Life.